# Spavinaw
Spavinaw és un poble dels Estats Units a l'estat d'Oklahoma. Segons el cens del 2000 tenia 563 habitants.
Segons el cens del 2000, Spavinaw tenia 563 habitants. La densitat de població era de 560,2 habitants per km². Cap de les famílies estaven per davall del llindar de pobresa.

## Poblacions més properes
El següent diagrama mostra les poblacions més properes.